# Oxytropis brevicaulis
Oxytropis brevicaulis är en ärtväxtart som beskrevs av Carl Friedrich von Ledebour. Oxytropis brevicaulis ingår i släktet klovedlar, och familjen ärtväxter. Inga underarter finns listade i Catalogue of Life.